# Armada (capoeira)

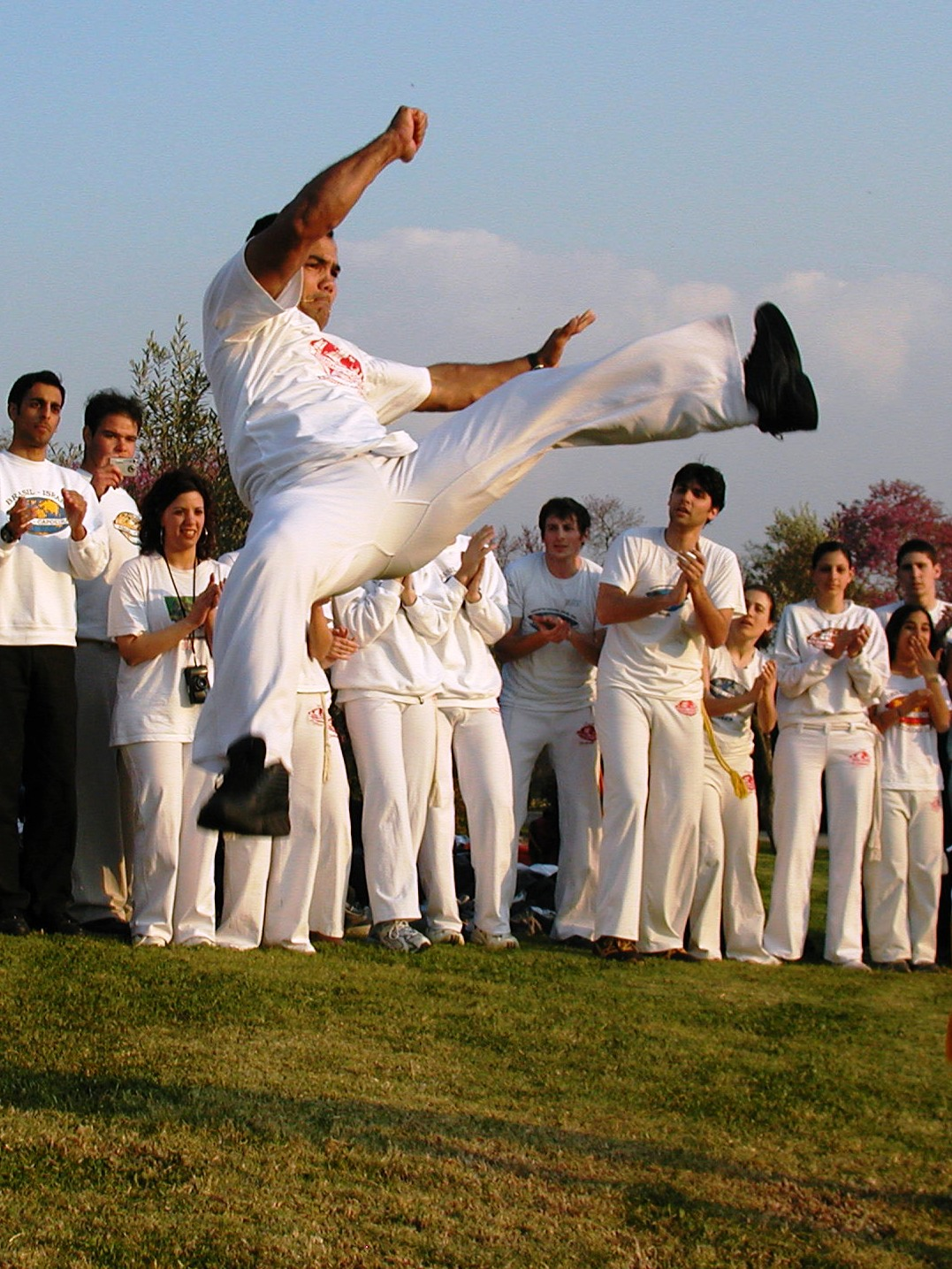
Esempio di Armada

L'attacco Armada (armata) è un calcio circolare eseguito ruotando su sé stessi e colpendo l'avversario alla tempia o al volto con il bordo esterno del piede.
Colpo caratteristico della Capoeira Regional, l'Armada si differenzia dal comune "calcio circolare all'indietro", presente in molte arti marziali, perché durante la rotazione e il calcio il corpo rimane dritto e frontale rispetto all'avversario.
Variazioni di questo colpo sono l'"Armada Voadora" (Armada volante) o "Armada Pulada" (Armada saltata), cioè eseguita saltando, e l'"Armada Dupla" (Armada doppia), in cui si esegue l'Armada saltando, e la si fa seguire da un calcio circolare con l'altra gamba in volo. Quando entrambe le gambe si staccano da terra, insieme e unite, formano un arco nell'aria prende il nome di "Arquì" o "Envergado".